# Juan Carlos Arteche
Juan Carlos Arteche, né le 11 avril 1957 à Camargo en Espagne et mort le 13 octobre 2010 à Madrid, est un footballeur international espagnol qui occupe le poste de défenseur central. Ayant commencé sa carrière au Racing de Santander, il évolue la plus grande partie de sa carrière à l'Atlético de Madrid. Il compte quatre sélections avec l'équipe d'Espagne.

## Biographie

### Carrière de joueur

#### En club
Juan Carlos Arteche pratique d'abord le basket-ball avant de s'orienter vers le football. Il intègre les équipes de jeunes du Racing de Santander en 1973 et est prêté durant une saison au Gimnástica de Torrelavega,.
Avec Santander, il dispute son premier match de Primera División le 24 octobre 1976 lors d'un déplacement contre le FC Valence, un match remporté par Valence 4-2. Il dispute 16 matchs de championnat durant cette saison qui voit son club se maintenir à l'issue de la dernière journée. Le club se maintient également la saison suivante, Arteche disputant cette fois 32 rencontres de championnat.
Arteche rejoint ensuite en 1978 l'Atlético de Madrid avec un contrat portant initialement sur trois saisons. Il évolue dans ce club sans discontinuer jusqu'en 1989 avec notamment le Brésilien Luís Pereira et en est le capitaine durant plusieurs saisons. C'est au sein du club madrilène qu'Arteche se construit son palmarès comportant en 1985 la Coupe d'Espagne ainsi que la Supercoupe d'Espagne. Il est également finaliste de la Coupe des coupes en 1986. En 1988, le président Jesús Gil souhaite modifier son contrat ce que refuse Arteche. Le joueur fait ensuite partie d'un groupe de quatre joueurs licenciés par Gil, Arteche étant visé pour avoir selon Gil critiqué publiquement le club et ses coéquipiers. Ce litige est tranché par la justice espagnole en faveur des joueurs qui sont réintégrés dans l'effectif du club. Néanmoins, ils ne sont plus alignés en match par l'entraîneur. Cet évènement précipite la fin de carrière d'Arteche qui dispute un total de 308 rencontres de championnat avec le club madrilène, ce qui est en 2010 le quatrième total le plus élevé pour un joueur dans ce club derrière Adelardo, Tomás et Enrique Collar.

#### En sélection
Barré durant plusieurs années par Andoni Goikoetxea et Antonio Maceda, la première sélection en équipe nationale de Juan Carlos Arteche a lieu alors qu'il a 29 ans le 12 novembre 1986 lors de la réception à Séville de la Roumanie, un match de qualification de l'Euro 1988 qui se solde par une victoire espagnole 1-0. Sa dernière sélection avec la Roja se déroule le 18 février 1987 lors de la réception à Madrid de l'Angleterre pour une défaite espagnole 4-2, les quatre buts anglais étant inscrits par Gary Lineker qu'Arteche était censé museler,. Ses quatre sélections en équipe nationale se soldent par deux victoires, un match nul, une défaite et un but inscrit.

### Après-carrière
Après avoir terminé sa carrière sportive, Arteche participe à des émissions sportives à la radio et à la télévision. Il est également représentant à Madrid de la firme sportive Luanvi et propriétaire d'un bureau de tabac et d'un cabinet de conseil. Arteche meurt d'un cancer à Madrid le 13 octobre 2010.

## Palmarès
Durant sa carrière en club, Arteche remporte en 1985 avec l'Atlético de Madrid la Coupe d'Espagne ainsi que la Supercoupe d'Espagne. Il est également finaliste de la Coupe des coupes en 1986.

## Caractéristiques
Joueur dont les points forts sont sa force et sa puissance, Arteche est considéré comme l'un des joueurs les plus costauds de son temps. Dominateur dans le jeu aérien, son poste préférentiel est défenseur central. Il est surnommé Algarrobo en raison de ses qualités physiques et Artechenbauer pour son évolution technique.

## Statistiques
Le tableau ci-dessous résume les statistiques en match officiel de Juan Carlos Arteche durant sa carrière de joueur professionnel,.
| Saison                | Club                      | Championnat           | Championnat | Championnat | Coupe nationale | Coupe nationale | Coupe de la Ligue | Coupe de la Ligue | Supercoupe | Supercoupe | Compétition(s) continentale(s) | Compétition(s) continentale(s) | Compétition(s) continentale(s) | Sélection                 | Sélection | Sélection | Total | Total |
| Saison                | Club                      | Division              | M.          | B.          | M.              | B.              | M.                | B.                | M.         | B.         | Comp.                          | M.                             | B.                             | Équipe                    | M.        | B.        | M.    | B.    |
| 1975-1976             | Gimnástica de Torrelavega | Tercera División      | -           | -           | 5               | 0               | -                 | -                 | -          | -          | -                              | -                              | -                              | -                         | -         | -         | 5     | 0     |
| 1976-1977             | Racing de Santander       | Primera División      | 16          | 0           | 2               | 1               | -                 | -                 | -          | -          | -                              | -                              | -                              | -                         | -         | -         | 18    | 1     |
| 1977-1978             | Racing de Santander       | Primera División      | 32          | 2           | 6               | 1               | -                 | -                 | -          | -          | -                              | -                              | -                              | -                         | -         | -         | 38    | 3     |
| 1978-1979             | Club Atlético de Madrid   | Primera División      | 22          | 0           | 4               | 0               | -                 | -                 | -          | -          | -                              | -                              | -                              | -                         | -         | -         | 26    | 0     |
| 1979-1980             | Club Atlético de Madrid   | Primera División      | 30          | 0           | 9               | 0               | -                 | -                 | -          | -          | C3                             | 2                              | 0                              | -                         | -         | -         | 41    | 0     |
| 1980-1981             | Club Atlético de Madrid   | Primera División      | 32          | 1           | 8               | 0               | -                 | -                 | -          | -          | -                              | -                              | -                              | -                         | -         | -         | 40    | 1     |
| 1981-1982             | Club Atlético de Madrid   | Primera División      | 32          | 4           | 10              | 2               | -                 | -                 | -          | -          | C3                             | 2                              | 0                              | -                         | -         | -         | 44    | 6     |
| 1982-1983             | Club Atlético de Madrid   | Primera División      | 31          | 4           | 5               | 0               | 8                 | 0                 | -          | -          | -                              | -                              | -                              | -                         | -         | -         | 44    | 4     |
| 1983-1984             | Club Atlético de Madrid   | Primera División      | 26          | 5           | 3               | 0               | 8                 | 2                 | -          | -          | C3                             | 2                              | 0                              | -                         | -         | -         | 39    | 7     |
| 1984-1985             | Club Atlético de Madrid   | Primera División      | 33          | 0           | 9               | 0               | 8                 | 4                 | -          | -          | C3                             | 2                              | 0                              | -                         | -         | -         | 52    | 4     |
| 1985-1986             | Club Atlético de Madrid   | Primera División      | 33          | 0           | 4               | 0               | 4                 | 1                 | 2          | 0          | C2                             | 9                              | 0                              | -                         | -         | -         | 52    | 1     |
| 1986-1987             | Club Atlético de Madrid   | Primera División      | 32          | 0           | 5               | 0               | -                 | -                 | -          | -          | C3                             | 3                              | 1                              | Espagne+Espagne olympique | 4+1       | 1+0       | 45    | 2     |
| 1987-1988             | Club Atlético de Madrid   | Primera División      | 35          | 4           | 6               | 0               | -                 | -                 | -          | -          | -                              | -                              | -                              | -                         | -         | -         | 41    | 4     |
| 1988-1989             | Club Atlético de Madrid   | Primera División      | 2           | 0           | -               | -               | -                 | -                 | -          | -          | -                              | -                              | -                              | -                         | -         | -         | 2     | 0     |
| Total sur la carrière | Total sur la carrière     | Total sur la carrière | 356         | 20          | 76              | 4               | 28                | 7                 | 2          | 0          | -                              | 20                             | 1                              | -                         | 5         | 1         | 487   | 33    |